# Рвање на Летњим олимпијским играма 1896 — грчко-римски стил за мушкарце
Рвање на Летњим олимпијским играма 1896. у грчко-римском стилу за мушкарце било је једино такмичење у рвању на овим Олимпијским играма. Није било подела по тежинским категоријама тако да је такмичење без обзира на тежину дало само једног победника. Такође, није било прецизних правила. Време борбе није било ограничено, и иако се мислило да се такмичења одвијају у грчко-римски стилу, такмичарима је било дозвоњено и хватање испод појаса што је касније било карактеристично за слободан стил.
Такмичење је одржано 10. априла на стадиону Панатинаико, осим финалне борбе која је одржана 11. априла. Учествовало је пет такмичара из четири земље.

## Земље учеснице
- Немачко царство (1)
- Уједињено Краљевство(1)
- Грчка {2}
- Мађарска (1)

Осим два грчка такмичара, сви остали су се претхоно учествовали у другим спортовима.

## Резултати

### Четвртфинале
(10. април)
|    | 1. такмичар                | Резултат | 2. такмичар                        |
| -- | -------------------------- | -------- | ---------------------------------- |
| 1. | Стефанос Кристопулос Грчка |          | Момчило Тапавица Мађарска          |
| 2. | Јоргос Цитас Грчка         |          | слободан                           |
| 3. | Карл Шуман Немачко царство |          | Лонстон Елиот Уједињено Краљевство |
| 4. | -                          |          | -                                  |

Прва борба била је између Грка Стефаноса Кристопулоса и Мађара Момчила Тапавица, Меч је трајао дуго у изједначеној борби да би на крају победио Кристопулос, јер је због неограниченог трајања борбе Тапавица попустио због умора.
У другој борби, гимнастичар Карл Шуман првак Немачке супротставио се дизачу тегова Лонстон Елиоту из Уједињеног Краљевства. Шуман је победио веома лако.
Јоргос Цитас, из Грчке, био је слободан у четвртфиналу и директно се квалификовао у полуфинале и придружио е Шуману и Кристопулосу.

### Полуфинале
(10. април)
|    | 1. такмичар                | Резултат | 2. такмичар        |
| -- | -------------------------- | -------- | ------------------ |
| 1. | Стефанос Кристопулос Грчка |          | Јоргос Цитас Грчка |
| 2. | Карл Шуман Немачко царство |          | слободан           |

Стварно полуфинале је био меч између два Грка Кристопоулоса и Цитаса који је завршио победом Tsitasa и повредом рамена Кристопоулоса, који је тако освојио бронзану медаљу.
Шуман је био слободан у полуфиналу и директно ушао у финале.

### Финале
(10 и 11. април)
|    | 1. такмичар                | Резултат | 2. такмичар        |
| -- | -------------------------- | -------- | ------------------ |
| 1. | Карл Шуман Немачко царство |          | Јоргос Цитас Грчка |

Финални меч, Цитаса и Шумана трајао је 40 минута пре ного што се морао прекинути због мрака па је одложенн за сутра.
Борба у наставку финалног меча није била тако „тврда“ као претходног дана и Шуман је лако дошао до победе.
| Место | Такмичар                           |
| ----- | ---------------------------------- |
| 1     | Карл Шуман Немачко царство         |
| 2     | Јоргос Цитас Грчка                 |
| 3     | Стефанос Кристопулос Грчка         |
| 4     | Лонстон Елиот Уједињено Краљевство |
| 4     | Момчило Тапавица Мађарска          |

### Биланс медаља
| Место | Држава          |   |   |   |   |
| 1.    | Немачко царство | 1 | 0 | 0 | 1 |
| 2.    | Грчка           | 0 | 1 | 1 | 2 |